# Pfeiffer Zoltán
Pfeiffer Zoltán (Budapest, Józsefváros, 1900. augusztus 15. – New York, 1981. augusztus 16.) ügyvéd, politikus, országgyűlési képviselő.

## Életpályája

### Pályájának kezdete
Apja, Pfeiffer Jenő (1872–1941) ügyvédi pályára készült, majd papírfeldolgozó üzemet működtetett. Édesanyja, Löwinger Ernesztina (1876–1946). Hétéves volt, amikor szülei elváltak, és apja néhány évvel később ismét megnősült. Középiskolai tanulmányait a Budapesti VIII. Kerületi Magyar Királyi Állami Főgimnáziumban végezte. 1923 júniusában a Magyar Királyi Pázmány Péter Tudományegyetemen jogi diplomát szerzett, majd 1928-ban bírói és ügyvédi vizsgát tett. Ezután Budapesten folytatott ügyvédi gyakorlatot.

### Politikai pályájának kezdete
Még egyetemi évei alatt ismerkedett meg a kisgazda mozgalom kiemelkedő képviselőivel, Nagyatádi Szabó Istvánnal és Dessewffy Gyulával. 1931-ben belépett a Független Kisgazdapártba (FKgP), amelynek 1936-ban pártügyésze lett. 1938-ban feleségül vette Bruller Magdát, aki egész életén át társa maradt. Az 1939 tavaszán rendezett választásokon fontos szerepet vállalt a párt kampányának szervezésében. Bátorságával és energikus szervező képességével gyorsan kitűnt. Eréllyel lépett fel a pártot ért csalásokkal szemben.

### A második világháború alatt
A második világháború alatt is aktívan politizált, de ügyvédi irodája is működött. Részt vett a Kisgazda Párt és a szociáldemokraták 1943-as megegyezésének előkészítésében, amelynek a két legfontosabb eleme a háború utáni összefogás, és a kommunistáktól való távolságtartás volt.
A párt tagjai az 1944-es német megszállás után illegalitásba vonultak. A megszálló erőkkel szemben álló erők a Magyar Frontban egyesültek, ahol Pfeiffer a kisgazdákat képviselte. A Magyar Frontban Pfeiffer aktív munkát végzett. Kapcsolatba került a kommunista Rajk Lászlóval is. Vele szemben Pfeiffer bizalmatlan volt, mert tudta, hogy a Rajk család többsége a nyilasokhoz húz. Rajk Endrét 1944. október 25-én kormánybiztossá nevezték ki. A nyilas hatalomátvétel után Pfeiffer Bajcsy-Zsilinszky Endrével tartott, együtt szervezték a Magyar Nemzeti Felkelés Felszabadító Bizottságát.
A bizottság vezérkarát 1944. november 22-én letartóztatták, és kivégezték. Bajcsyt, mivel képviselő volt, csak később, december 24-én, Sopronkőhidán. Pfeiffer nagyra tartotta Bajcsyt, és elárulásával Rajkot gyanúsította.

### A második világháború után
1945-ben az FKGP színeiben az Ideiglenes Nemzetgyűlés tagjává választották. Eredményét az 1945-ös választáson is meg tudta ismételni, ahol továbbra is az FKGP frakciójában foglalt helyet. Pfeiffer Zoltán és köre 1947 március végén kilépett az FKGP-ből és július végén – augusztus elején megalapította a Magyar Függetlenségi Pártot, mely határozottan fellépett a demokrácia fenntartása mellett, a kommunista előretörés ellen. Az új párthoz csatlakozott a feloszlatott Magyar Szabadság Párt tagjainak egy része is. Az 1947-es választásokon, bár jóformán minden propagandalehetőségtől megfosztották, jelentős eredményt ért el (700 ezer szavazat, 49 mandátum), de a kommunisták, és nyomásukra a többi koalíciós párt is a választási bíróságon megtámadták mandátumaikat, mondván, az ajánlási íveiken szereplő nevek hamisak, és ezzel egy időben összehangolt propagandatámadást indítottak Pfeiffer "fasiszta" pártja ellen. Pfeiffer Zoltán, mentelmi jogának felfüggesztésével egy időben, 1947. november 4-én egy amerikai diplomata, James McCargar segítségével, feleségével és lányával külföldre menekült. 13-án az Egyesült Államokban beszédet mondott, melyben felfedte a Magyar Kommunista Párt a kizárólagos hatalom megszerzése érdekében elkövetett bűneit, az ország szovjet mintára való erőszakos átalakításának folyamatát.
Pártját, a Magyar Függetlenségi Pártot november 20-án választási visszaélésekre hivatkozva feloszlatta a Országos Nemzeti Bizottság, november 23-án pedig Pfeiffert fosztották meg magyar állampolgárságától.

### Emigrációban
1948 májusától októberéig az Amerikai Magyar Népszava főszerkesztője, majd 1950-től 1960-ig a Független Magyarország rovat vezetője volt. 1949-től tagja az emigráns Magyar Nemzeti Bizottmánynak, 1950-től annak Végrehajtó Bizottságának a tagja, egyúttal az igazságügyi és sajtóbizottság vezetője lett. de megfordult a Szabad Európa Rádiónál is, ahol a független Magyarország eszméjét hirdette, illetve az Európai Rab Nemzetek Szövetségében is dolgozott a magyar emigrációt képviselve, mint a szövetség tájékoztatási bizottságának alelnöke.
Az 1956-os forradalom és szabadságharc után visszavonult a politikától, a Magyar Nemzeti Bizottmány munkájában sem vett már részt.
Magyar állampolgárságától megfosztva, az amerikait fel nem véve, 34 évet élt kényszerű emigrációban.

## Emlékezete
- 1981. augusztus 20-án Kővágó József mondott búcsúbeszédet koporsója mellett: „(…)Valamikor a jövőben, amikor Magyarország talán újra szabad lesz, egyetemisták majd adatokat gyűjtenek Rólad(…). Talán az Úristen kegyelme azt is megengedi, hogy a másvilágról együtt nevethess velük(…) Pihenj békében és bízzál abban, hogy új generációk jönnek, akik között majd lesznek sokan olyanok, akik tovább viszik azt az ügyet, amit mi sajnos nem tudunk diadalra juttatni: a szabad és független Magyarország megteremtését, ahol a nép dönti el, hogy milyen társadalmi rendszerben kíván élni….”
- Szegedy-Maszák Aladár így jellemzi őt: „Találó megjegyzései, amelyekkel egy-egy helyzet pontos diagnózisát megadta, gyakran rossznyelvű, de ritkán alaptalan kritikája emberekről, kitűnő humorérzéke rögtön megfogott.”
- Kovács Imre így emlékezett rá: „Pfeiffer Zoltánt gyors felfogóképesség és határozottság jellemezte, s amit 1944-ben nagyon is értékelni kellett, bátor ember volt.”
- Futó Dezső „villogó eszű, jó humorú, és megbízható barátként” emlékszik rá.
- Az Új Magyarország 1991. évi 7. számában Haas György közölt „Pfeiffer Zoltánról” címmel visszaemlékezést.

## Lásd még
- Magyar Függetlenségi Párt